# Partit Liberal Fusionista
El Partit Liberal Fusionista (castellà: Partido Liberal Fusionista) o simplement Partit Liberal fou un dels dos partits, juntament amb el Partit Conservador, que participaren en el sistema turnista imposat per la Restauració borbònica de 1874. Aquest partit polític espanyol fundat el 1880, al voltant del grup constitucional de Práxedes Mateo Sagasta, agrupà els sectors liberals més progressistes i fins i tot de centreesquerra que no es trobaven dins el moviment republicà. Ideològicament no es diferenciava gaire del Partit Conservador, tot i que accentuava alguns dels principis liberals, com l'establiment del sufragi universal masculí el 1890, que no fou efectiu per l'acció desvirtuant del caciquisme; i es mostrava menys autoritari quan exercia el poder.

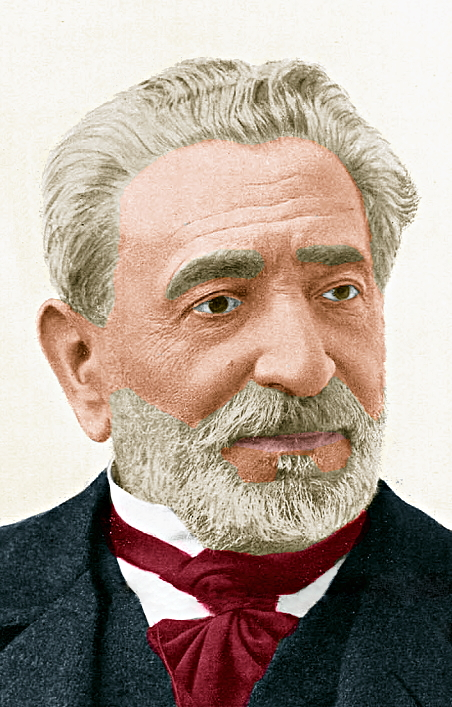
Retrat de Práxedes Mateo Sagasta, diverses vegades president del govern i també president d'Espanya.

Quan va morir Alfons XII el 1885, Sagasta i Cánovas del Castillo arribaren a un acord mitjançant el Pacte del Pardo de 1885 per a turnar-se en el poder, cosa que aconseguiren que funcionés mitjançant les xarxes de caciquisme existents a les províncies i a la tupinada, el procediment de manipular els resultats de les urnes. Sagasta fou el cap indiscutible del partit fins a la seva mort el 1903. Amb la desaparició de Sagasta, cap dels seus successors aconseguí exercir un lideratge tan fort com el seu, fet pel qual afloraren diferents corrents en el si del partit. Aleshores es produí una escissió entre els centristes, dirigits pel comte de Romanones i Moret, i els radicals dirigits per José Canalejas y Méndez, Eugenio Montero Ríos i el marqués de la Vega de Armijo.
A l'entorn de 1910 José Canalejas aconsegueix el control i intenta portar els liberals cap a posicions més democràtiques, però el seu assassinat el novembre de 1912 truncà aquest canvi. La decadència del sistema de la Restauració portà els partits dinàstics a successives escissions i a la participació en governs de concentració fins al cop d'estat de Primo de Rivera a 1923.
La repressió indiscriminada pels fets de la Setmana Tràgica els va dur a un front comú contra els conservadors, amb republicans i socialistes, però finalment acabà imposant-se el lideratge de Canalejas. Es va repetir el joc Cánovas-Sagasta amb Canalejas-Maura, però l'assassinat de Canalejas el 1912 per l'anarquista Manuel Pardiñas i les diferències personalistes a causa del lideratge entre el comte de Romanones, Manuel García Prieto i Santiago Alba Bonifaz afebliren el partit, que ja era en decadència durant la crisi del 1917, que mostrà també la ineficàcia del sistema turnista. El partit, finalment, s'enfonsà definitivament amb l'arribada de la dictadura de Primo de Rivera.

## Membres destacats del Partit Liberal
- Práxedes Mateo Sagasta
- Antoni Maura
- Eugenio Montero Ríos
- Segismundo Moret y Prendergast
- José Canalejas y Méndez
- Comte de Romanones
- Manuel García Prieto
- Santiago Alba
- Joan March
- Carles Godó i Pié
- Bartomeu Godó i Pié
- Joan Godó i Llucià